# Sinop (microregio)
Sinop is een van de 22 microregio's van de Braziliaanse deelstaat Mato Grosso. Zij ligt in de mesoregio Norte Mato-Grossense en grenst aan de mesoregio Nordeste Mato-Grossense in het oosten en de microregio's Paranatinga in het zuidoosten, Alto Teles Pires in het zuiden en westen, Arinos in het noordwesten en Colíder in het noorden. De microregio heeft een oppervlakte van ca. 49.376 km². Midden 2004 werd het inwoneraantal geschat op 162.219.
Negen gemeenten behoren tot deze microregio:
- Cláudia
- Feliz Natal
- Itaúba
- Marcelândia
- Nova Santa Helena
- Santa Carmem
- Sinop
- União do Sul
- Vera

Mesoregio's: Centro-Sul Mato-Grossense · Nordeste Mato-Grossense · Norte Mato-Grossense · Sudeste Mato-Grossense · Sudoeste Mato-Grossense

Microregio's: Alta Floresta · Alto Araguaia · Alto Guaporé · Alto Pantanal · Alto Paraguai · Alto Teles Pires · Arinos · Aripuanã · Canarana · Colíder · Cuiabá · Jauru · Médio Araguaia · Norte Araguaia · Paranatinga · Parecis · Primavera do Leste · Rondonópolis · Rosário Oeste · Sinop · Tangará da Serra · Tesouro